# Jan Artz
Jan Artz (Arnhem, 10 juli 1957) is een voormalig Nederlands profvoetballer die bij voorkeur als aanvaller speelde.

## Loopbaan
Als geboren Arnhemmer groeide hij op in Apeldoorn en speelde hij in de jeugdopleiding van AGOVV en de voetbalschool van Go Ahead Eagles. Daar kreeg hij onder Wiel Coerver het kappen en draaien bijgebracht. In 1978 tekende Artz een contract bij het KSV Waregem waar een echte doorbraak uitbleef. Hij werd eerst uitgeleend aan RAA Louviéroise en vervolgens verkocht aan derdeklasser KFC Izegem. Na vijf jaar in België werd Artz als zaalvoetballer actief in Apeldoorn waar hij na een tip van Peter Ressel de aandacht trok van Wiel Teeuwen, de manager van FC VVV. Zo keerde de behendige spits in 1983 terug in het betaald voetbal. In het seizoen 1983-84 scoorde Artz vier goals in zestien competitiewedstrijden voor de Venlose club die hij na afloop van het seizoen weer verliet. Hij ging bij de amateurs voetballen, eerst Arnhemse Boys en VV Rheden, zodat hij daarnaast weer kon zaalvoetballen. Artz groeide als zaalvoetballer uit tot international.
Na zijn actieve voetballoopbaan was Artz tussen 2004 en 2007 op Malta werkzaam als technisch directeur en later als trainer bij Birkirkara FC en Floriana FC. Van 2009 tot begin 2011 was hij bij AGOVV in dienst als technisch en commercieel directeur. In 2014 werd Artz werkzaam voor de toen pas opgerichte club AFC Arnhem. Hij hield zich bezig met sponsorwerving en de oprichting van een "businessclub".

## Profstatistieken
| Seizoen | Club              | Land      | Competitie     | Wed. | Goals |
| ------- | ----------------- | --------- | -------------- | ---- | ----- |
| 1978/79 | KSV Waregem       | België    | Eerste klasse  | 9    | 0     |
| 1978/79 | → RAA Louviéroise | België    | Eerste klasse  | 0    | 0     |
| 1979/80 | KFC Izegem        | België    | Derde klasse A | -    | -     |
| 1980/81 | KFC Izegem        | België    | Derde klasse A | -    | -     |
| 1981/82 | KFC Izegem        | België    | Derde klasse A | -    | -     |
| 1983/84 | FC VVV            | Nederland | Eerste divisie | 16   | 4     |